# Карпюк Михайло Кіндратович
Михайло Кіндратович Карпюк (8 червня 1925 р. с. Лебедянка — 17 серпня 2014) — учасник збройних формувань ОУН-УПА (псевдо  — «Сокіл», «Невмерущий», «Зелений»), член Дубнянського районового управління СБ ОУН, учасник Воркутинського повстання у ГУЛАГу. Також бандурист, письменник.

## Життєпис
Народився в багатодітній сім'ї. Батько  — Карпюк Кіндрат Павлович (1887  — 1970). Мати  — Карпюк (Сорока) Софія Вікентіївна. (1888  — 1954). Сестра Карпюк Варвара (1912  — 1944), померла від тифу; брати Карпюк Володимир (1919  — 2000), був у Червоній армії, мобілізований у 1941-му, прихильник ОУН та Карпюк Іван (1921  — 1944)  — воював в УПА, псевдо  — «Клен».
1932  — 1938  — польська загально-початкова школа.
| Я закінчив навчання 1938-му році. Кортіло вчитися. 1938-39 навчальний рік я пропустив. Тато сказав «досить», аби ставав до праці, 39–40-й також. А 40-го я все ж таки вирішив піти до школи, та згідно закону мав повернутися до 4-го класу. Треба було здавати іспит. Ціле літо, пасучи корів, я студіював програму п’ятого класу вже нашої української школи, а восени успішно склав екзамен і поступив в шостий клас Іванівської Неповносередньої школи. Радості не було меж… Своя мова, нові друзі, нові учителі… Не так, як колись на Лебедянці — одна вчителька і все. До наших польських вчителів прислали ще два зі східної України, і одного росіянина — Севальнева Василя Флоровича. От з цим Василем у мене чомусь не було контакту. Через нього мене чуть не вигнали зі школи. Під час роботи в садку, я на нього замахнувся лопатою, але обійшлося доганою. Карпюк М.К. «Мої веселі та сумні дороги» |
1941  — Дубнянська українська гімназія ім. Симона Петлюри. Навчався півроку. Перед Різдвом німці вирішили схопити всіх студентів і вивезти на роботи до Німеччини. Та молодь була попереджена директором гімназії професором Ревуцьким і примусова мобілізація не вдалася. Ревуцького за це німці розстріляли.

### У лавах ОУН (б)
У 1942-му у березні місяці в своєму селі зорганізував шевченківський вечір, серед запрошених гостей був член ОУН, референт Дубнівського району Олександр Паньчук («Спритний», «Мамай»), який запросив Михайла до ОУН, а згодом призначив керівником юнацької сітки.
1943  — кущовий в сотні «Ясеня».
1944  — Брав участь в бою під Гурбами, служив у курені Довбенка «Пімсти» в сотні «Медвідя».
1945  — 27 березня в хуторі Іванів потрапляє в полон до комуністів.
| Весною, а саме 27 березня наша група днювала в лісі біля міста Сатиєва. Увечорі нам трьом — "Чмеликові", мені і ще одній дівчині "Калині" "Мамай" дає наказ: виїхати в село Івання і зустріти там групу дівчат, що повертають з мед. вишколу і доставити їх до нашої групи. Увечорі ми вирушили в дорогу. Старшим був "Чмелик". Добравшись до Іванського хутора, "Чмелик" заїхав до нашої зв'язкової квартири, розвідати як обсавини в селі. Зустріли тих дівчат, організували дві підводи і поїхали тією ж самою дорогою назад. Чмелик розставив нас так: він їде першим, я з дистанцією 30-ть за ним, а за мною так же наша "Калина". Їдемо помаленьку. Але, не доїзджаючи біля кілометра до нашої зв'язкової квартири, у мене з носа пішла кров. Одною рукою тримаюсь за свого носа — ніяк не можу зупинити кров, другою рукою керую конем, а мій автомат десь там далеко теліпається за спиною. Надворі місячно — все видно як удень. Бачу — проти нашої зв'язкової квартири стоїть група людей. "Чмелик" проїзджає мимо них і навіть не зупиняється, а навпаки — тільки їх минув одразу пустив коня галопом. Чого б це? але я не придав цьому ніякого значення і спокійно під'їзджаю до тієї групи. Мене окликують запитом: — Хто їде? — Свої. — Кличка? — Сокіл. Вони мене не зупинили і я в'їзджаю в цей натовп, хочу їх обминути, але вони мене оточують і повернувши на мене зброю командують "Руки вверх!". Схопили мене, стягнули з коня, забрали зброю, і перше запитання: "Хто їде ззаді за мною?" — Сотня, — відповідаю. І зразу заклекотіло. Тут їх виявилось залягло чоловік біля тридцяти, а почувши слово "сотня", мабуть здрейфили і, щоб не допустити тієї сотні до себе, відкрили вогонь з усієї зброї по тих підводах. А дівчата, видно почувши ще зразу нашу розмову, повскакували з возів і побігли поміж хати. І так врятувалися, бо бачу нікого не ведуть. Убито лишень одоного коня. А я лежу зв'язаний на снігу біля живоплота. Коло мене ходить вартовий з десятизарядною, напівавтоматичною гвинтівкою. Всі решту бігають шукають — де ж та сотня ділась. І ось прибігає самий головний їх офіцер, підбігає до мене і вдаривши мене носком чобота в груди, прошипів: "Попался бандіт". І вже відвернувся, щоб іти, але тут від мого вартового пролунала автоматна черга. Він випустив цілу обойму в ту ногу, яка тількищо вдарила мене в груди. Офіцер покотився на землю. Карпюк М.К. «Мої веселі та сумні дороги» |

### Каторга
Після тривалого слідства, чекісти не знайшли проти Михайла доказів тяжкої провини «проти народу», справу скомпонували самі:
| Слідчий ще разів два викликав мене на допит. Тепер вже він сам і ставив запитання, і відповідав на них, заносячи все до протоколу. Коли я щось намагався заперечити, то він питав: «Хочешь чтобы повторилась вчерашняя ночь?» Йому потрібно було навигадувати стільки, щоб вистачило на максимум. М. К. Карпюк «Мої веселі і сумні дороги». |
Учасник воркутинського повстання в'язнів 1954 року.
Присуд  — смертна кара, згодом замінена на 25 років каторги за ст.. 54, п. 11. Відбував у Воркуті. У 1956-му переведений на вільне поселення. Одружився з поселенкою Нюсею, яка народила сина Тараса і через 5 місяців померла від туберкульозу.
На каторзі навчився грати на бандурі, майстерність перейняв у іншого каторжанина Закори Федора Семеновича.

Михайло Карпюк та Ігор Мірошиченко на вшануванні командира Роменської сотні УПА Миколи Цупи село Вовківці 12 жовтня 2013 р..

Після звільнення заборонено прописуватися у себе вдома в Західній Україні, через неможливість знайти роботу, поїхав до Кривого Рогу де влаштувався на роботу шахтарем.
Згодя одружується вдруге, бере дружину Ліду у якої теж є син Володя.

### Реабілітація
У 1991-му Михайло Кіндратович перебуваючи в Рівному подав заяву на реабілітацію.

Довідка про звільнення Карпюка М. К. 1959 рік

| Цікава історія трапилась у мене вже у нашій незалежній державі. Вже на другому році незалежності, я вирішив все ж таки добитися своєї реабілітації. Бо мене до цих пір вважають ворогом, так як набрехав мій сумнозвісний слідчий, т о воно так і висить на моїх плечах. А незалежна Україна, за яку я віддав всі свої молоді літа, відвернулась від мене, як зла мачуха. Я тут не маю ніяких прав. Чому? Бо скрізь панують комуністи. Приїхав я разом з Тарасом в Рівне, подавати заяву, щоб мене визнали невинним, бо ж ніяких злочинів я для народу та нашої Держави не вчинив. Зайшли до прокурора, написали заяву і подали вищому раднику Юстиції пану Мельнішину, але ж Мельнішин прокурор — комуніст. Він не став глибоко влазити в мою справу, а прочитавши її, побачив, що я навіть ненависного йому тризуба там намалював, одразу ж і дав відповідь. Розуміється московською своєю мовою: «Ваша вина материалами дела доказана и реабилитации не подлежит». Отак. Не більше і не менше. Терпи козаче, бо незалежною Україною правлять і дальше московські перевертні. Капрюк М.К. "Мої веселі та сумні дороги" |
За поради інших репресованих і реабілітованих Михайло Карпович подає повторну заяву на реабілітацію, яка була схвалена.
Написав книжку спогадів «Мої веселі та сумні дороги».